# Halsey Street (stacja metra na Jamaica Line)
Halsey Street – stacja metra nowojorskiego, na linii J. Znajduje się w dzielnicy Brooklyn, w Nowym Jorku i zlokalizowana jest pomiędzy stacjami Chauncey Street i Gates Avenue. Została otwarta 19 sierpnia 1885.